# Sloane Farrington
Sloane Elmo „Bunty“ Farrington (* 17. Mai 1923 in Nassau; † 1997) war ein bahamaischer Regattasegler.
Farrington nahm bei den Olympischen Sommerspielen 1948, 1952, 1956 und 1960 teil. Zusammen mit Durward Knowles konnte er in der Bootsklasse Star 1956 in Melbourne die Bronzemedaille gewinnen. Mit Knowles gewann er außerdem bei den Panamerikanischen Spielen 1959 die Goldmedaille.